# Грамос (Костурско)
Грамос (на гръцки: Γράμμος или Γράμος) е бивше село в Егейска Македония, Гърция, на територията на дем Костур, област Западна Македония.

## География
Селото е било разположено в непосредствена близост до костурското село Горно Дреновени, само на два киломтра южно от него.

## История
През XVII век Грамос е село в Хрупищка каза. В султански ферман от 1619-1620 година е споменато като едно от селата, в които някои жители са изоставили земеделството и са започнали да се занимават съз златарство (куюмджийство), преминало във фалшификация на пари. В сиджил от 1622 година е записано,че Дервиш бег, спахия на Грамос, обявява пред съда, че жители на селото, след които Гин, железарят Колчо, Папа Христе, Доке Куюнджия, Никола Гин, Коте Лазар и други, са избягали в Маловище, Битолска каза и не са му платили данъка испенче. На куриера, изпратен от съда, те заявили: „Ние в съда на отиваме, ще излезем в планината и тебе с камъни ще те убием.“
Селото е изоставено в размирното време в края на XVIII век при конфликта на Али паша Янински и други албански феодали с централната власт. Смята се, че жителите му като животновъди преди повече от три века са дошли именно от село Грамоща, което се намира в планината Грамос. Жителите на бившето село Грамос се преселват в Горно Дреновени.